# Julien Gracq
Julien Gracq (n. 27 iulie 1910 - d. 22 decembrie 2007) a fost un prozator și eseist francez.

## Biografie
Opera sa, bogată în simboluri și imagini, este marcată de influența suprarealismului.
Romanele sale poetice, pe tema destinului irațional, imprevizibil, cu sugestii magico-fantastice, au o construcție echilibrată și un stil de mare virtuozitate artistică.

## Scrieri
- 1938: La castelul din Argol ("Au château d’Argol")
- 1945: Un frumos tenebros ("Un beau ténébreux")
- 1948: Regele pescar ("Le Roi pêcheur")
- 1948: André Breton, câteva aspecte legate de scriitor ("André Breton, quelques aspects de l’écrivain"), eseu
- 1949: Literatura pentru stomac ("La Littérature à l'estomac"), pamflet îndreptat împotriva comercializării actului creației
- 1951: Țărmul Sirtelor ("Le Rivage des Syrtes"), opera sa reprezentativă
- 1958: Un balcon în pădure ("Un balcon en forêt")
- 1961: Preferințe ("Préférences")